# Ramsey Clark
William Ramsey Clark (Dallas, 18 de dezembro de 1927 – Nova Iorque, 9 de abril de 2021) foi um advogado, ativista e antigo servidor do governo dos Estados Unidos. Um liberal da ala Nova Fronteira, ele ocupou posições importantes no Departamento de Justiça nas presidências de John F. Kennedy e Lyndon B. Johnson, a mais notável delas foi a de procurador-geral de 1967 até 1969; anteriormente ele havia sido procurador-geral adjunto de 1965 to 1967 e procurador-geral assistente de 1961 até 1965.
Como procurador-geral, ele era conhecido pela sua forte oposição a pena de morte, pelo seu apoio enfático aos direitos civis e às liberdades individuais e por sua dedicação no fortalecimento das leis antitruste. Clark supervisionou a elaboração da Lei dos direitos de voto de 1965 e da Lei dos Direitos Civis de 1968. Desde que saiu do serviço público, Clark liderou muitas campanhas de ativismo progressista, incluindo a oposição à Guerra ao Terror e ofereceu defesa jurídica para figuras controversas como Charles Ghankay Taylor, Slobodan Milošević, Saddam Hussein e Lyndon LaRouche.
Clark morreu em 9 de abril de 2021, aos 93 anos de idade, em Manhattan.